# Sé (Guarda)
Pour les articles homonymes, voir Sé.
Sé est une freguesia située dans la municipalité de Guarda, au Portugal.  D'une superficie de 16,58 km2, elle compte 6 958 habitants en 2011.
Elle est éteinte (agrégée) par la réorganisation administrative de 2012/2013, et son territoire est intégré dans la nouvelle freguesia de Guarda.

## Démographie
| Démographie | Démographie | Démographie | Démographie | Démographie | Démographie | Démographie | Démographie | Démographie | Démographie | Démographie | Démographie | Démographie | Démographie | Démographie | Démographie |
| ----------- | ----------- | ----------- | ----------- | ----------- | ----------- | ----------- | ----------- | ----------- | ----------- | ----------- | ----------- | ----------- | ----------- | ----------- | ----------- |
|             | 1864        | 1878        | 1890        | 1900        | 1911        | 1920        | 1930        | 1940        | 1950        | 1960        | 1970        | 1981        | 1991        | 2001        | 2011        |
| Total       | 2 984       | 3 655       | 4 003       | 4 112       | 4 066       | 4 329       | 5 791       | 5 806       | 7 415       | 8 332       | 10 623      | 9 658       | 5 793       | 7 559       | 6 958       |